# Hygrochroa albipunctata
Hygrochroa albipunctata är en fjärilsart som beskrevs av Druce 1898. Hygrochroa albipunctata ingår i släktet Hygrochroa och familjen silkesspinnare. Inga underarter finns listade i Catalogue of Life.